# Serpiente Arco Iris

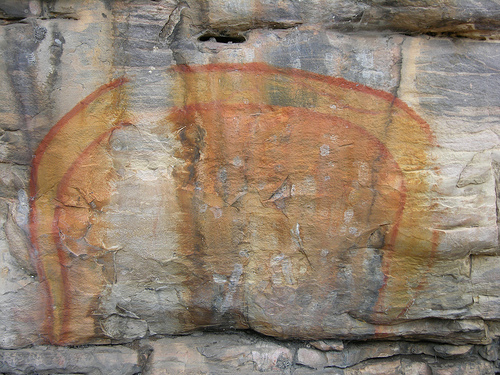
Pintura rupestre aborigen de la Serpiente del Arco Iris.

La Serpiente Arco Iris es un ser que forma parte de la mitología aborigen australiana. Pertenece al Tiempo del Sueño, una era anterior a la humanidad en que los espíritus de los antepasados dieron forma al mundo físico y establecieron sus normas. La Serpiente del Arco Iris no  es un dios, pues en la mitología australiana no existen los dioses, sino una serie de seres sagrados que forman parte de un gran número de historias o cuentos que conforman la espiritualidad aborigen.  
El Tiempo del Sueño o «ensoñación» procede de la tribu arrente o aranda del centro de Australia. Se refiere a una época remotísima en que aquellos seres sagrados, en palabras de Mircea Eliade: «desplegaron su acción creadora y dieron lugar a hombres, animales, plantas y todo cuanto existe, incluidas las manifestaciones terrenales de ellos mismos y la materialización de su virtud creadora en el culto». En general, se habla de un ser celestial que se conoce como Gran Padre, Bunjil en el sudeste, Kngaritja en el centro. Este último es de los más conocidos: los arandas creen que Kngaritja  posee patas de emú, es eternamente joven y se alimenta de los frutos del cielo, atravesado por un gran río que es la Vía Láctea. Este dios aparece sobre una tierra plana, como todos sus congéneres, pero no tiene ninguna influencia sobre ella. En cambio, la tierra está poblada por multitud de seres sobrenaturales que duermen en el subsuelo. En algunos lugares, hay bolsas de agua donde yacen, de la misma forma, los gérmenes de los seres humanos, entrelazados entre ellos. El tiempo del sueño empieza cuando aquellos seres sobrenaturales se despiertan y emergen a través de la corteza terrestre. Salen las estrellas y el sol empieza a calentar la tierra. En sus correrías, los seres sobrenaturales le dan forma a la tierra, los valles, las montañas, las llanuras, y dan vida a los seres humanos. 
En el norte y nordeste de Australia es donde aparece la Serpiente Irisada o Serpiente Arco Iris, esencia del agua, «causa primera de la creación y la fecundidad», en palabras de Eliade. Tras la salida del sol y el comienzo de la ensoñación, la serpiente dio lugar a los wondjinas, seres celestiales con forma humana, sin boca y con la cabeza en forma de casco de astronauta, muy populares en las pinturas rupestres. Estos jugaron un papel parecido al de los seres sobrenaturales de los aranda, dando forma al paisaje y otorgándole la vida a los seres humanos. Luego, volvieron a la serpiente Arco Iris, que sigue viva en los pozos de agua del desierto, en los nubarrones de lluvia y en los hijos que esperan la ocasión de encarnarse en el seno de las embarazadas. La espiritualidad moderna quiere ver también el espíritu de la serpiente en los arcos iris, en el reflejo de la luz en el agua, en las cascadas o en minerales, como el cuarzo y la madreperla.